# هدف کره ماه
هدف کره ماه (عنوان، در یک ترجمه بعدی به فارسی: سفر به کره ماه) (به زبان فرانسوی: Objectif Lune) شانزدهمین کتاب از مجموعهٔ کتاب‌های مصور ماجراهای تن‌تن و میلو است. این کتاب نخستین بار در سال ۱۹۵۳ میلادی توسط کارتونیست بلژیکی هرژه نوشته و طراحی شد و به چاپ رسید.
بعدها دنباله‌ای بر این کتاب توسط هرژه نوشته شد و با نام  روی ماه قدم گذاشتیم در سال ۱۹۵۴ به چاپ رسید.
در ایران ترجمه فارسی «هدف کره ماه» از سوی انتشارات یونیورسال انجام شد.
داستان در ابتدا به صورت سریال هفتگی، از ماه مارس تا سپتامبر ۱۹۵۰ و از آوریل تا اکتبر ۱۹۵۲، در مجله بلژیکی تن‌تن منتشر شد و سپس در سال ۱۹۵۳ توسط کسترمن در قالب یک جلد گردآوری شده به چاپ رسید. داستان از این قرار است که خبرنگار جوان، تن‌تن، و دوستش کاپیتان هادوک دعوت‌نامه‌ای از پروفسور تورنسل دریافت می‌کنند تا به او در سیلداویا بپیوندند، جایی که تورنسل در یک تأسیسات دولتی فوق امنیتی مشغول کار بر روی پروژه‌ای سری برای برنامه‌ریزی یک مأموریت سرنشین‌دار به ماه است.
«هدف کره ماه» که تا حدی با پیشنهاد دوستان هرژه، برنارد هوفل‌مانس و ژاک فان ملکه‌بکه، توسعه یافت، پس از تحقیقات گسترده هرژه در مورد امکان سفر انسان به فضا - شاهکاری که هنوز به دست نیامده بود – خلق شد. هرژه به دنبال هر چه واقعی‌تر بودن اثرش بود. در طول سریال‌سازی داستان، هرژه استودیوهای هرژه را تأسیس کرد، متشکل از یک تیم مستقر در بروکسل که از کارتونیست‌ها برای کمک به او در این پروژه تشکیل شده بود. هرژه داستانی که در این جلد آغاز شده بود را با روی ماه قدم گذاشتیم ادامه داد. این سری خود به بخش مهمی از جریان کامیکس فرانسوی-بلژیکی تبدیل شد.
منتقدان جزئیات تصویرسازی این کتاب را بسیار ستوده‌اند، اما نظرات متفاوتی در مورد داستان بیان کرده‌اند. برخی آن را یکی از پخته‌ترین و تاثیرگذارترین آثار از لحاظ احساسی در این سری می‌دانند، در حالی که برخی دیگر آن را به دلیل کمرنگ کردن طنزی که در مجلدات قبلی دیده می‌شد به نفع تمرکز علمی روایت، نقد می‌کنند. این داستان برای پویانمایی سریالی ماجراهای تن‌تن اثر هرژه محصول ۱۹۵۷ بلویژن، بازی رایانه‌ای تن‌تن روی ماه در سال ۱۹۸۹، پویانمایی سریالی ماجراهای تن‌تن (مجموعه تلویزیونی) محصول ۱۹۹۱ الیپس/نلوانا و نمایش رادیویی ادونچرز محصول ۱۹۹۲–۱۹۹۳ رادیو بی‌بی‌سی ۵ اقتباس شد.

## خلاصه داستان

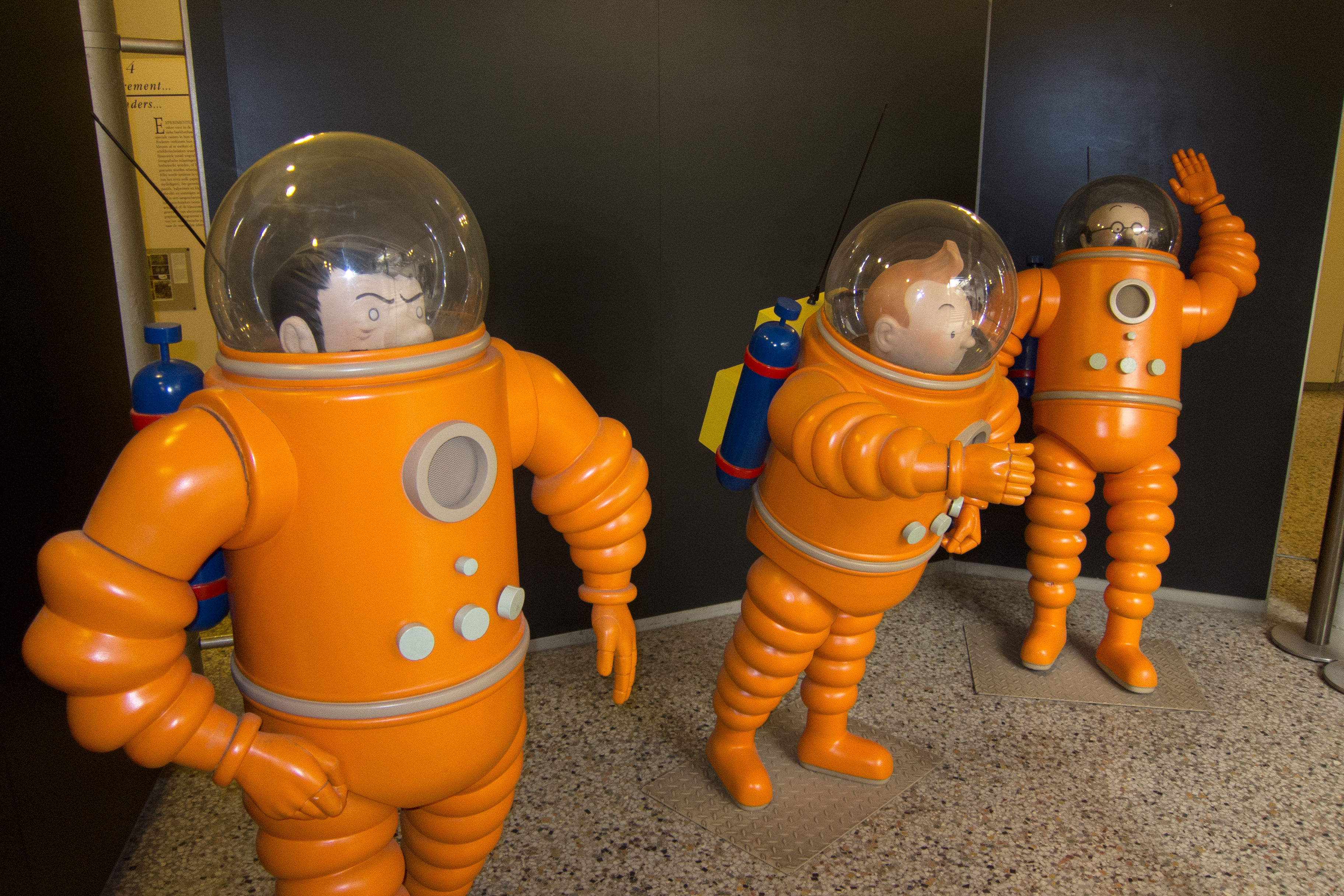
شخصیت‌های کتاب‌ مصور هدف کره ماه، در موزۀ هرژه

تن‌تن، میلو، و کاپیتان هادوک برای ملحق شدن به پروفسور تورنسل سفر می‌کنند. دولت سیلداویا مخفیانه پروفسور تورنسل را مأمور ساخت فضاپیمایی کرده که به ماه پرواز خواهد کرد. به پژوهشگاه (مرکز تحقیقاتی) هسته‌ای اسپروژ می‌رسند و در آنجا با مدیر مرکز، آقای باکستر، و دستیار تورنسل، مهندس فرانک ولف، ملاقات می‌کنند. پس از مشاهده آزمایش کلاه ایمنی جدیدی برای این مأموریت توسط تورنسل، از برنامه او خبردار می‌شوند و هم‌چنین از استفاده جدیدش از شیپورک به سبب مشکلات شنوایی همیشگی او باخبر می‌شوند. هادوک مخالف این برنامه است، اما چون تورنسل به دلیل تشابه با شیپورک، اشتباهی پیپ او را به جای شیپورک به گوش می‌گذارد (و در حادثه‌ای مربوط به آتش این اشتباه از سمت هادوک هم تکرار می‌شود) گمان می‌کند که هادوک موافقت کرده. یک نمونه اولیه بدون سرنشین و در مقیاس کوچکتر از موشک ایکس-اف‌ال‌آر۶ در یک مأموریت مسیر دور ماه برای عکاسی از سمت پنهان ماه و آزمایش موشک راکت حرارتی هسته‌ای تورنسل به فضا پرتاب می‌شود. پیش از پرتاب، رادار پژوهشگاه، یک هواپیما را شناسایی می‌کند که سه چترباز را در نزدیکی مرکز رها می‌کند. یکی از این افراد به دلیل نقص فنی چتر نجات جان می‌بازد و این حادثه همزمان می‌شود با ورود کارآگاهان پلیس، دوپونت و دوپونط، که در ابتدا مشکوک به نفوذی بودن آن‌ها هستند. 
تن‌تن برای شناسایی جاسوسان عازم می‌شود و به هادوک می‌گوید که از پایگاه او را دنبال کند، زیرا تن‌تن به وجود یک جاسوس داخلی مشکوک است. ولف هم از روی سوءظن، هادوک را تعقیب می‌کند. تن‌تن یکی از چتربازها را هنگام رد و بدل چیزهایی در یک دریچه هوا دستگیر می‌کند، اما قبل از این که بتواند کاری کند، مورد اصابت گلوله دیگری قرار می‌گیرد. همزمان، برق پایگاه به‌طور موقت قطع می‌شود و باعث سردرگمی می‌گردد. نه هادوک و نه ولف قادر به توضیح واضح اتفاقات نیستند.
این حادثه بر سوء ظن‌های مرکز مبنی بر جاسوس بودن چتربازان برای یک قدرت خارجی صحه می‌گذارد، اما تن‌تن نگران است که تلاش‌ها برای ردیابی هرگونه اطلاعات درز کرده بی‌فایده باشد. موشک با موفقیت پرتاب می‌شود و طبق برنامه‌ریزی، دور ماه می‌چرخد، اما در بازگشت توسط همان قدرت خارجی که از اطلاعات فاش‌شده در مورد کنترل رادیویی موشک استفاده کرده‌است، رهگیری می‌شود. با این حال، تن‌تن این موضوع را پیش‌بینی کرده بود و از تورنسل خواسته بود تا یک سازوکار خودتخریبی در موشک تعبیه کند. در نهایت مرکز برای جلوگیری از افتادن موشک به دست دشمن، آن را منهدم می‌کند. تن‌تن استدلال می‌کند که حتماً یک جاسوس داخلی وجود داشته که اطلاعات را به چتربازان منتقل کرده‌است، اما هیچ مظنونی پیدا نمی‌شود.
آماده‌سازی‌ها برای سفر گروهی به ماه در حال شکل‌گیری است، اما پس از یک مشاجره با هادوک – که در آن هادوک با استفاده از شیپورک، تورنسل را متهم به «ادا و اطوار درآوردن» می‌کند - تورنسل عصبانی شده و به هادوک یک تور اجباری از درون موشک ماه نشان می‌دهد. با این حال، تورنسل حواسش نیست که به کجا می‌رود، از یک نردبان می‌افتد و دچار فراموشی می‌شود.
وقتی تلاش‌ها برای بازگرداندن حافظه تورنسل بی‌نتیجه می‌ماند، هادوک تصمیم می‌گیرد با یک شوک خشن بر فراموشی تورنسل غلبه کند. او مرتباً کارهای دیوانه‌کننده‌تری را امتحان می‌کند، اما تلاش‌هایش به کرات نتیجه معکوس می‌دهد. سرانجام هادوک، با تکرار عبارت "ادا و اطوار درآوردن" موفق می‌شود حافظه پروفسور تورنسل را بازگرداند. پس از بازیابی دانشش از موشک، ساخت و ساز به پایان می‌رسد و آمادگی‌های نهایی صورت می‌گیرد و تورنسل برای شنیدن کامل سیگنال‌های ارسالی، یک سمعک واقعی به دست می‌آورد. در شب پرتاب، هادوک ابتدا انصراف می‌دهد، اما پس از شنیدن این جمله از دوپونت و دوپونط که "دیگر برای سفر به ماه خیلی پیر شده"، با عصبانیت اعلام حضور می‌کند. خدمه بالاخره سوار موشک می‌شوند و در زمان پرتاب موفق موشک، به دلیل نیروی گرانش ناگهانی هوشیاری خود را از دست می‌دهند. با وجود تلاش‌های خدمه زمینی، ارتباط برقرار نمی‌شود و کتاب با پرواز موشک به سمت ماه به پایان می‌رسد، در حالی که خدمه زمین بارها تماس می‌گیرند: "سیاره زمین به موشک ماه، آیا صدای ما را می‌شنوید؟". 

## پیشینه

### زمینه
ایده فرستادن تن‌تن به مأموریتی در ماه برای اولین بار زمانی به ذهن هرژه رسید که روی کتاب معبد خورشید (۱۹۴۹) کار می‌کرد. . تصمیم او برای ورود به عرصه علمی-تخیلی ممکن است تحت تأثیر رقابت دوستانه با همکارش ادگار پی. جاکوبز، که اخیراً با کامیک علمی تخیلی خود، راز شمشیرماهی (۱۹۵۰–۱۹۵۳) به موفقیت رسیده بود، قرار گرفته باشد. . او تصمیم گرفت که این داستان دو جلدی باشد، همچون داستان‌های قبلی‌اش که موفقیت‌آمیز بوده‌اند: راز اسب شاخدار (۱۹۴۳) و گنج‌های راکام (۱۹۴۴)، و هفت گوی بلورین (۱۹۴۸) و معبد خورشید .. او ابتدا قصد داشت این داستان را پس از پایان معبد خورشید شروع کند، اما همسرش ژرمن رمی و دوست صمیمی اش مارسل دهایه او را متقاعد کردند که در عوض، به ادامه سرزمین طلای سیاه (۱۹۵۰)، داستانی که قبلاً ناتمام مانده بود، بپردازد.

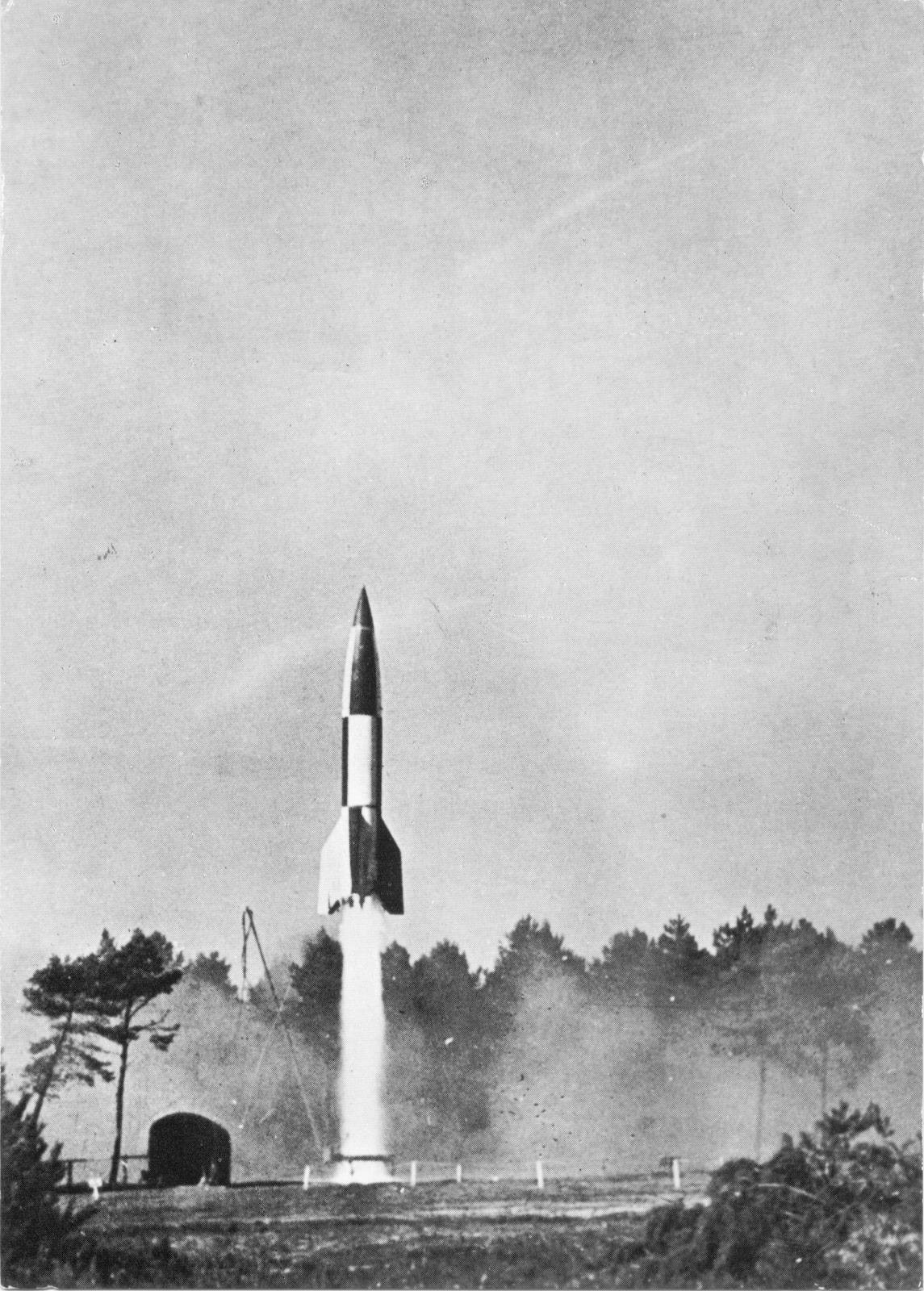
یک موشک وی-۲ساخت آلمان نازی که در سال ۱۹۴۵ پرتاب شد. وی-۲ الهام بخش اصلی هرژه در کار روی هر دو جلد هدف کره ماه و روی ماه قدم گذاشتیم بود.

هرژه برای مشورت دربارهٔ داستان با دوستش برنارد هوفل‌مانس، که کتاب غیرداستانی "انسان در میان ستارگان" (۱۹۴۴) را نوشته بود، تماس گرفت. . در پاییز ۱۹۴۷، هوفل‌مانس و ژاک فان ملکه‌بکه فیلمنامه‌ای را برای این داستان تدوین کردند و به هرژه دادند. این نسخه، سفر فضایی تورنسل به ماه را در مکانی تخیلی به نام رادیوسیتی در ایالات متحده قرار می‌داد. در این نسخه شاهد بازگشت پروفسور دسیموس فوستل، شخصیتی که قبلاً در ستاره اسرارآمیز (۱۹۴۲) ظاهر شده بود، هستیم اما این بار در نقش یک ضدقهرمان. فوستل اسرار این مأموریت را برای به دست آوردن پول لازم جهت خرید یک الماس برای بازیگر زن ریتا هیورث فروخته بود. . در اوایل سال ۱۹۴۸، هرژه دو صفحه سیاه و سفید از این نسخه از داستان را تولید کرد و سپس آن را کنار گذاشت.  هرژه برخی از عناصر این فیلمنامه اصلی را در نسخه نهایی خود نگه داشت، یعنی صحنه‌هایی که در آن هادوک در یک محیط بدون جاذبه ویسکی می‌نوشد و صحنه ای که هادوک به راهپیمایی فضایی می‌رود و تقریباً تبدیل به یک ماهواره سیارک آدونیس می‌شود، که در صفحات ۵ و ۸ از روی ماه قدم گذاشتیم نشان داده شده‌اند. .

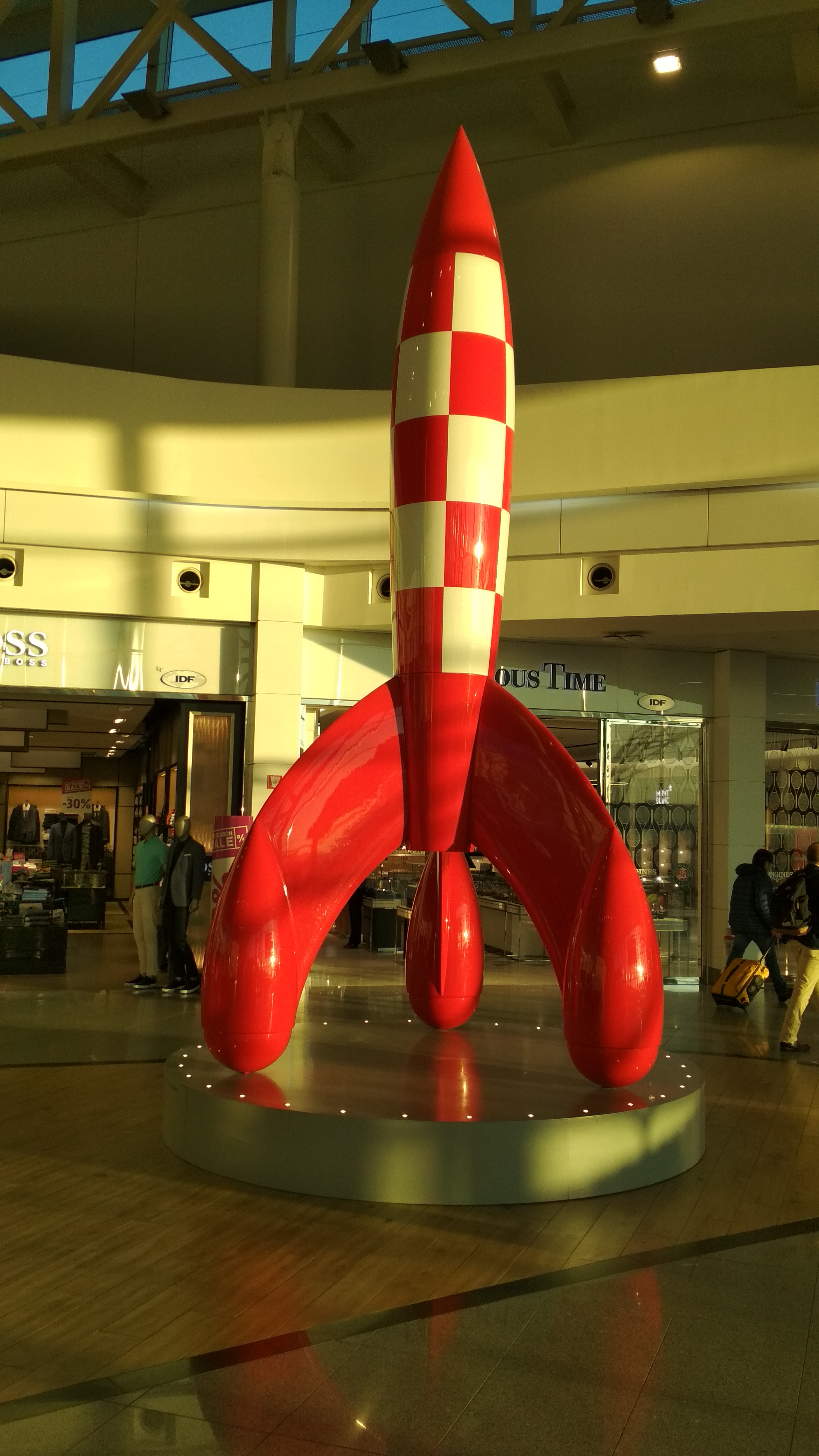
مدل راکت در فرودگاه بروکسل

با این وجود، هوفل‌مانس فکر می‌کرد که تأثیر او بر داستان بسیار چشمگیرتر بوده‌است. او بیان کرد: «با مرور دو کتاب [او و فان مِلکه‌بکه] واقعاً این حس را داشتیم که این همان چیزی بود که ما در ابتدا انجام داده بودیم. به‌طور کلی، همین بود.» 
هرژه امیدوار بود داستان تا حد امکان واقع‌گرایانه باشد و سعی کرد از عناصر خارق‌العاده پرهیز کند. . به گفته خودش، در داستان «هیچ مرد ماه‌نشینی، هیچ هیولایی، هیچ شگفتی باورنکردنی» وجود نداشت. . برای اطمینان از این واقع‌گرایی، او مجموعه‌ای از اسناد را دربارهٔ راکت‌ها و سفر فضایی جمع‌آوری کرد تا تحقیقات را انجام دهد. . در این کار او توسط هوفل‌مانس کمک شد، که برای او عکس‌هایی از موشک‌ها و تأسیسات تحقیقات اتمی جمع‌آوری کرد. بایگانی تحقیقاتی هرژه شامل مقاله‌ای از مجله آمریکایی کالیرز بود که در آن توضیح داده می‌شد انسان چگونه می‌تواند به ماه برسد،  و نیز کتاب‌هایی از پی‌یر روسو و اگوست پیکار. . کتاب دیگری که او از آن استفاده کرد آستروناتیک (۱۹۵۰) کتابی دربارهٔ سفر فضایی فرضی نوشته فیزیکدان الکساندر آنانوف بود،  که هرژه در آوریل ۱۹۵۰ مکاتبات خود را با او آغاز کرد. . او همچنین از مرکز تحقیقات اتمی ای‌سی‌ئی‌سی بازدید کرد و سپس مکاتباتی را با مدیر آن، ماکس هویو برقرار کرد.  هرژه بسیاری از این اطلاعات فنی را در داستان خود گنجانده‌است، اما آن را با لحظات طنزآمیز مواجه کرده تا برای خوانندگان جوانش قابل دسترس‌تر باشد.
به گفته منتقدان ادبی ژان-مارک لوفیسیه و رندی لوفیسیه، منابع داستانی تأثیرگذار بر داستان هرژه، ممکن است شامل رمان ژول ورن نوشته ۱۸۷۰ به نام به دور ماه و فیلم آمریکایی هدف کره ماه محصول سال ۱۹۵۰ باشند. . هرژه قطعاً از تعدادی عکس از فیلم هدف کره ماه که منتشر شده بودند الهام گرفته‌است.  سامانه رایانه‌ای در مرکز فضایی اسپراج به لحاظ بصری بر اساس یونیوک یک، نخستین رایانه‌ای که برای اهداف غیرنظامی ساخته شد، طراحی شد. . هرژه راکت ماه خود را بر اساس طرح‌های فاو-۲ که توسط دانشمندان آلمانی در طول جنگ جهانی دوم ساخته شده بود، طراحی نمود.  الگوی چهارخانه قرمز و سفید روی راکت هرژه بر اساس تصویر وی-۲ بود که هرژه در کتاب پژوهش‌های آلمانی در جنگ جهانی دوم نوشته لزلی سایمون در سال ۱۹۴۷ با آن مواجه شد. . او ساختن یک مدل راکت با قطعات قابل جدا شدن را به دستیارش آرتور فان نوین سپرد. او این مدل را به پاریس برد و به آنانوف نشان داد و از او پرسید که آیا این یک بازنمایی واقعی از چیزی است که راکت ماه ممکن است شبیه آن باشد. سپس او و دستیارانش از این مدل برای ترسیم دقیق هنگام تولید کامیک استفاده کردند. 
هرژه همچنین یک حضور افتخاری برای جاکوبز در داستان گنجاند و او را به عنوان پایه و اساس یک دانشمند که در صفحه ۴۰ (نسخه انگلیسی) هدف کره ماه ظاهر می‌شود، استفاده کرد. این اشاره‌ای بود به جاکوبز که خودش نیز مرجعی به هرژه در یکی از اسرار بلیک و مورتیمر، راز هرم بزرگ (۱۹۵۴) گنجانده بود. 

### انتشار
هرژه این داستان را که به زودی منتشر می‌شد با دو جلد پیاپی از مجله تن‌تن که هر کدام ماه را نشان می‌دادند، اعلام کرد. 
داستان از ۳۰ مارس ۱۹۵۰ به زبان فرانسوی شروع به سریال شدن در مجله بلژیکی تن‌تن کرد.  سپس از ۱۱ مه ۱۹۵۰ در نسخه فرانسوی همان مجله، آن طرف مرز در فرانسه هم شروع به سریال شدن نمود.  در طول این مدت، تغییراتی در نحوه کار هرژه ایجاد شد. در ۶ آوریل ۱۹۵۰ او استودیوز هرژه را به عنوان یک شرکت سهامی عام تأسیس کرد. این استودیو در خانه او واقع در خیابان دلور در بروکسل قرار داشت،  و هرژه یک خانه جدید روستایی در اوتینی-لوون‌لنو را به محل سکونت اصلی خود و ژرمین تبدیل کرد.. این استودیو هم حمایت شخصی از هرژه ارائه می‌کرد و هم حمایت فنی را برای کارهای در حال انجام او فراهم می‌کرد.  او در مارس ۱۹۵۱ بوب دو مو را به عنوان شاگرد اصلی خود در استودیو استخدام کرد.  در ۷ سپتامبر ۱۹۵۰، تنها شش ماه پس از شروع سریال شدن، داستان به دلیل این واقعیت که هرژه دچار یک فروپاشی دیگر شده بود و درماتیت در دستانش ایجاد شده بود، قطع شد. در ۹ آوریل ۱۹۵۲، در مجله تن‌تن داستان ادامه پیدا کرد.
داستان به‌طور یکجا گردآوری شد و در سال ۱۹۵۳ توسط کسترمن با عنوان Objectif Lune منتشر گردید. . این عنوان انتخاب خود هرژه بود، در حالی که پیشنهاد کسترمن «تن‌تن و راکت اتمی» را رد کرد. . برای انتشار به صورت کتاب، داستان مجدداً رنگ آمیزی شد و تغییرات متنوعی ایجاد گردید. برای مثال، در نسخه سریال شده، یونیفرم کارکنان سبز رنگ بود و برای کتاب به آبی تغییر کرد. . تعدادی از صحنه‌ها هم حذف شدند، از جمله پرت شدن اتفاقی میلو توسط هادوک به فضای بیرون و گم شدن تامسون‌ها در پیاده‌روی خود روی ماه.. هرژه یک نسخه را به همراه این پیام که «کمک شما، دانش شما، بسیار ارزشمند بوده‌است. من را قادر ساخت که شخصیت‌های کوچک خود را به ماه ببرم … و آنها را سالم بازگردانم» برای آنانوف ارسال کرد.  ترجمه انگلیسی زبان کتاب در سال ۱۹۵۹ منتشر شد. 
به مناسبت فرود آپولو ۱۱ در ماه در سال ۱۹۶۹، هرژه تصویری تولید کرد که در آن فضانورد ناسا، نیل آرمسترانگ تازه‌وارد ماه شده، با استقبال تن‌تن، میلو، هادوک و تورنسل مواجه می‌شود که برای او دسته‌ای گل رز و تابلوی خوشامدگویی در دست دارند. . همان سال، مجله فرانسوی پاری مچ به او سفارش داد که یک کامیک کوتاه برای مستند کردن فرود آپولو ۱۲ بسازد. 

## تجزیه و تحلیل انتقادی
ژان-مارک لوفیسیه و رندی لوفیسیه بر این عقیده بودند که این داستان دو قسمتی «متعلق» به تورنسل است، زیرا «بینش کیهانی» اوست که داستان را جلو می‌برد. . آنها بیشتر ابراز داشتند که ولف شخصیتی منحصر به فرد در ماجراهای تن‌تن بود، که نشان می‌دهد او شبیه شخصیتی از یک رمان جان لوکاره است. . آنها ماجراجویی ماه را هرژه «در بهترین حالت خود … دستاوردی پیروزمند در همه سطوح» می‌دانستند، و به هر دو نیمه داستان پنج ستاره از پنج ستاره اعطا کردند. هری تامپسون تمام ماجرای ماه را یک اثر «فوق‌العاده فنی» به دلیل تصویر «دقیق و شگفت‌انگیز» از ماه توصیف می‌کند.. بیوگرافی نویس هرژه، پیر آسولین معتقد بود که هر دو ماجراجویی ماه، «مرحله‌ای از پیشرفت کار هرژه را نشان می‌دهند.» . در مقابل، بیوگرافی نویس هرژه، بنوآ پیترس از این داستان دو قسمتی انتقاد کرد، و بیان نمود که «نه شور و نشاط و پویایی» راز اسب شاخدار/گنج‌های راکام «و نه ویژگی ماوراء طبیعی» هفت گوی بلورین/معبد خورشید را داشتند. 
ژان ماری آپوستولیدس، در بررسی روان‌کاوی خود از ماجراهای تن‌تن، نقد ادبی، روند داستانی هدف کره ماه- روی ماه قدم گذاشتیم را به دلیل «توجه دقیق‌اش به حقایق علمی» ستود، اما اضافه کرد که این امر همچنین منجر به «لحن نسبتاً آموزشی» داستان شده‌است.  او افزود که در این داستان‌ها، تقسیم‌بندی اصلی دیگر «خیر و شر» نیست، همان‌طور که در ماجراجویی‌ها گذشته وجود داشت، بلکه تقسیم‌بندی «حقیقت و خطا» است. . آپوستولیدس بیان کرد که علی‌رغم شخصیتی «عصبی و تا حدی مضحک»، تورنسل از طریق دستاوردهای علمی خود در این قوس داستانی، تا جایگاهی غول مانند رشد می‌کند و سر فرانسیس هادوک (از راز اسب شاخدار) را به عنوان «جد مؤسس» سری کم‌اهمیت می‌کند. . او در ادامه ادعا می‌کند که با تبدیل شدن به «جد مقدس»، سفر به ماه به «مأموریتی عرفانی» با دانش به عنوان راهنمای دین ان تبدیل می‌شود. . او با مقایسه این روند ماجرا با معبد خورشید، ارتباطی نمادین بین مرکز علمی و معبد اینکاهای خورشید برقرار می‌کند، اما خاطر نشان می‌کند که اینجا تورنسل «کشیش بزرگ» بود نه قربانی آیینی، همان‌طور که در داستان قبلی بود. .
آپوستولیدس به بحث دربارهٔ راکت ماه در این داستان‌ها پرداخت و آن را یک شی تناسلی توصیف کرد که به «قلمرو بکر» ماه نفوذ می‌کند. . در عین حال، او راکت را به عنوان «شکم مادرانه» توصیف کرد که در آن فضانوردان می‌خوابند. 
منتقد ادبی تام مک‌کارتی می‌گوید که در روند داستانی هدف کره ماه-روی ماه قدم گذاشتیم، تورنسل "تجسم موضع هرژه … در زمان جنگ" است که به یک محیط پس از جنگ تسری داده شده و نابغه ای را بازنمایی می‌کند که کارش راهنمای فعالیت‌هایش بوده و با اهداف ملی و سیاسی مطابقت می‌کند. . او می‌گوید که صحنه ای که در آن کاپیتان هادوک سوار یک اسب ساختگی برای بازی می‌شود را می‌توان با صحنه‌هایی که در آن هادوک در طول ماجراجویی‌ها از اسب به زمین می‌افتد، مقایسه کرد. . مک‌کارتی همچنین صحنه ای که در آن تورنسل در واکنش به تصاحب راکت توسط دشمن، موهایش را می‌کند و می‌گرید را بازتابی از نگرانی‌های خود هرژه در مورد انتشار و بازتفسیر کارش توسط خوانندگان قلمداد می‌کند. . او همچنین بر این عقیده بود که چندین صحنه در هدف کره ماه، بازتابی از تم‌های مکرر در سرتاسر سری بود؛ او می‌گوید که تلاش‌های هادوک برای قاچاق ویسکی به سیلداویا، مشابه قاچاق گنج در راز اسب شاخدار" است،. در عین حال، "تصحیحی" که در آن تامسون و تامپسون به عنوان جاسوس شناخته نشدند، منعکس کننده تم تصحیح در این سری است. . او همچنین بر این باور بود که نمونه ای از ابتذال پنهان هرژه در هدف کره ماه وجود دارد، جایی که یک نمودار بالای سر تورنسل در یک صحنه شبیه به نشیمنگاه است. .

## اقتباس
در سال ۱۹۵۷، شرکت پویانمایی بلویژن استودیوز، مجموعه کارتونی «ماجراهای تن‌تن اثر هرژه» را بر اساس کمیک‌های اصلی هرژه تولید کرد و هشت تا از «ماجراجویی‌ها» را به یک سریال روزانه با قسمت‌های پنج دقیقه‌ای تبدیل کرد. «مقصد ماه» اولین داستان در سری دوم کارتون بود که توسط «ری گاسنس» کارگردانی و توسط گِرِگ، کارتونیست معروف که بعدها سردبیر مجله «تن‌تن» شد، نوشته شد.
در سال ۱۹۹۱، مجموعه تلویزیونی «ماجراهای تن‌تن» بر اساس «ماجراهای تن‌تن» تولید شد، این بار به عنوان همکاری بین استودیوی فرانسوی الیپس پروگرام و شرکت پویانمایی کانادایی نلوانا. «مقصد ماه» چهاردهمین داستانی بود که اقتباس شد و به دو قسمت بیست دقیقه ای تقسیم شد. این سریال که توسط استفان برناسکونی کارگردانی شده بود، به دلیل «وفاداری کلی» به کمیک‌های اصلی مورد تحسین قرار گرفته‌است، تا حدی که این پویانمایی به‌طور مستقیم از قاب‌های اصلی هرژه اقتباس شده بود.

## تعداد صفحات
- در ایران: ۶۲ تا ۶۵ صفحه
- در بلژیک: ۶۲ صفحه
- در انگلیس: ۶۲ صفحه
- در آمریکا: ۶۲ صفحه
- در فرانسه: ۶۲ صفحه